# 釧路アイスアリーナ
釧路アイスアリーナ（くしろアイスアリーナ）は、北海道釧路市にある屋内アイスホッケーリンク・スケートリンク。アジアリーグアイスホッケー所属のひがし北海道クレインズのホームアリーナである。

## 歴史
2014年（平成26年）9月1日から日本製紙がネーミングライツ（命名権）を獲得し「日本製紙アイスアリーナ」（にっぽんせいしアイスアリーナ）となっていた。
2020年（令和2年）7月1日からの命名権を三ツ輪商会が取得し「ひがし北海道クレインズアイスアリーナ」となった。
2022年（令和4年）1月15日、16日に行われたアジアリーグアイスホッケーリーグの試合で、新型コロナウイルス感染症の大規模クラスターが発生。同月27日時点で選手、観客など165人が陽性判定者となった。
アイスアリーナ側は送風機を配置するなど換気対策を講じていたことから、
釧路市は換気の状態などを更に検証することとなった。
2022年4月より名称変更。「釧路アイスアリーナ」

## 施設
- アイスホッケーリンク（30 m×60 m）1面[1]
- 冷却方式：鋼管埋没方式[1]

## 交通
- 北海道旅客鉄道（JR北海道）釧路駅からくしろバス(36白糠線、38大楽毛線、28新富士新野線)、阿寒バスで鳥取大通3丁目停留所で下車。タクシーで約15分、新富士駅から徒歩約15分